# Tri Brata
Tri Brata (rusko Три Брата; dobesedno: "trije bratje") je niz treh skal ob vhodu v Avaški zaliv na Kamčatki, 400 metrov zahodno od rta Mys Žukova. Skale stojijo v smeri vzhod-zahod 200 metrov. Površina vsake skale meri med 1500 in 1600 m², posledično skupaj pol hektara. Ta slikovit sklad ali kekur velja za simbol Petropavlovsk-Kamčatskega.
Lokalna pripoved govori, da so skale trije bratje, ki so šli branit mesto pred cunamijem in okamneli.